# 許されざる者 (福岡県警)
『許されざる者』（ゆるされざるもの）は、2006年に福岡県警察が暴力団追放を目的とし、予算30万円をかけて制作したドラマ仕立てのビデオ。当時、福岡県警暴力団対策課課長補佐だった藪正孝がシナリオ、監督、ナレーションを担った。撮影や編集もすべて福岡県警によるものであり、出演者も全員が現役警察官というリアリティ溢れる作品となっている。ただし登場人物・地名・組織名等は全て架空である。
2015年4月現在、福岡県下150店舗のレンタルビデオ店で無料貸出されており、ポリスチャンネル、ユーチューブでも視聴が可能である。

## ストーリー
舞台はかつて「鉄の都」と呼ばれた北九市。龍神会倉田組幹部（行動隊長）であった奥村大志が懲役3年の刑を終え、唯一の親族である妹の真理子のところへ身を寄せる。
1年後、真理子が倉田組組員・矢野三敏の子供を妊娠していることを知った大志は、相手が堅気でないことに失望し、怒りを感じるが、妹の気持ちを思いこれを受け入れる。そして奥村は、妹の幸せのためには矢野を堅気の職に就けることが必要と考え、矢野を組から脱退させることを計画する。暴力団は一旦入団した者は容易に脱退が出来ないが、奥村は矢野の脱退を条件に、みかじめ料の支払いを拒否した西村建設社長の襲撃を引き受ける。しかし計画は失敗し、結果として放った流れ弾が無辜の市民を傷つけてしまう。その後の組の対応から、奥村は自分が単に組の使い捨ての駒であったことを悟り、裁判での判決を受け入れ更生を誓う。

## 登場人物
- 奥村大志 - 龍神会倉田組行動隊長
- 矢野三敏 - 龍神会倉田組組員
- 奥村真理子 - 奥村大志の妹
- 倉田隆信 - 龍神会倉田組組長
- 田口揮七 - 龍神会倉田組若頭
- 宇都宮久雄 - 龍神会倉田組本部長
- 西山暁実 - 龍神会倉田組事務局長
- 秋山徹夫 - 倉田組準構成員
- 多田伸一 - 小倉東警察署捜査係長

## エピソード

### 制作時
- 家庭用カメラで撮影している。
- 組長や組員役は、ほぼ人相で適役を選んだという。
- 現役の警察官であるため、演技に慣れるまで時間がかかったという。
- 襲撃シーンで使われた道路は、北九州自動車運転免許試験場である。
- 県内外の暴力団関連事件をもとに、中高生でも解るように制作・編集した。
- 作中に出てきた車はトヨタ・セルシオ北九330　し[1]・893（ヤクザ）とメルセデス・ベンツ・Sクラス北九300　し[1]18-93（いいヤクザ）だった。

### 制作後
- 中学校での公開を試みたが、一部の保護者が暴力団子弟のいじめにつながると抗議したため、公開中止となった。
- 2010年4月に福岡県暴力団排除条例が制定されたのを機に、DVD化した。

## 制作
- 福岡県警察
- 北九州地区暴力団総合対策現地本部
- （財）福岡県暴力追放運動推進センター